# Лексичне значення
Лекси́чне зна́чення — історично закріплена у свідомості людей співвіднесеність слова з певним явищем дійсності, зв'язок певного звучання з певним поняттям, волевиявленням.
Лексичне значення є продуктом мисленнєвої діяльності людини. Ядром лексичного значення є концептуальне значення (мисленнєве відображення певного явища дійсності, поняття). Наприклад, слово «обличчя» — передня частина голови (слово-предмет), поняттєвий (слово-поняття), лінгвальний (слово-слово).

## Відношення слово-предмет
Існує в двох різновидах: загальна віднесеність і конкретна віднесеність.

### Загальна предметна віднесеність
Віднесеність концептуального значення до цілого класу денотатів. Наприклад, слово кінь позначає будь-якого коня. 

### Конкретна предметна віднесеність
Віднесеність концептуального значення до певного, одиничного чоловіка. Власні імена мають тільки конкретну предметну віднесеність (Черкаси, Карпати). Загальні назви у мові мають тільки загальну віднесеність, а в мовленні – як загальну, так і конкретну.
Віднесеність слова до предмета називають денотативним значенням.
Прикладом до лексичного значення слова є наприклад:
за́мок (великий будинок, де раніше жили королеви, що зберігся до нашого часу), або ж замо́к (що вішається то на гаражі, то на погреби тощо).
Отже лексичне значення слова може бути багатогранним.

## Відношення слово-поняття
Поняття – результат узагальнення і виділення предметів, явищ якогось класу за певними спільними і в сукупності специфічними для них ознаками (стіл – будь-якої форми). Віднесеність слова до поняття називають сигніфікативним значенням. Необхідно розрізняти побутові й наукові поняття. Відмінність між побутовими й науковими поняттями фіксують тлумачні та енциклопедичні словники. В тлумачному вода – прозора рідина, що утворює струмки…, в енциклопедичному – оксид водню, H2O, найпростіша речовина.
Терміни слово і поняття не збігаються: по-перше, слово може позначати декілька понять; по-друге, одне поняття може виражатися декількома словами; по-третє, поняття може виражатися сполученням слів. Значення слова є ширшим від поняття. Поняття ж є глибшим від значення.

## Відношення слово-слово
Значення слова існує не само по собі, а в певному відношенні зі значеннями інших слів. Близькі і протилежні за значенням слова уточнюють семантику слова, визначають для нього певні семантичні межі. Значення слів, таким чином, є системно зумовленими. Порівн.: сир – укр., сыр, творог – рус. Співвідношення слова з іншими словами в лексичній системі визначається як його структурне значення.